# Puente cubierto Roseman
El puente cubierto Roseman (en inglés: Roseman Covered Bridge) es un puente cubierto histórico situado cerca de Winterset, Iowa, Estados Unidos. Tiene un papel destacado en la novela Los puentes de Madison, y aparece en su adaptación cinematográfica. Fue construido en 1883 para cruzar el Middle River, y renovado en 1992. Fue añadido al Registro Nacional de Lugares Históricos en 1976.